# Vatinae
Vatinae es una subfamilia de mantodeos perteneciente a la familia Mantidae.

## Géneros
- Tribus: Danuriini 
  - Géneros: Ambivia - Danuria - Danuriella - Kishinouyeum - Macrodanuria - Macropopa - Neodanuria - Popa - Toxodanuria
- Tribus: Heterochaetini 
  - Géneros: Heterochaeta
- Tribus: Vatini 
  - Géneros: Callivates - Chopardiella - Hagiotata - Heterovates - Lobovates - Phyllovates - Pseudovates - Vates - Zoolea
- Tribus: Heterovatini
  - Géneros: Alangularis
- Tribus: incertae sedis
  - Géneros:  †Lithophotina - †Prochaeradodis